# Slieve Gullion
Der Slieve Gullion (englisch) oder Sliabh gCuillinn (irisch), 573 m, ist ein erloschener Vulkan im „Ó Fiaich Country“ im Süden der Grafschaft Armagh in Nordirland. Das Landschaftsschutzgebiet „Slieve Gullion Forest Park“ (Area of Outstanding Natural Beauty – AONB) mit ausgedehnten Heideflächen liegt an den der Sonne zugewandten Berghängen.
Um den Berg führt der 57 km lange, markierte „Ring of Gullion Way“. Ein Teilstück dieses Rundwanderweges ist der 13 km lange „Slieve Gullion Walk“, der vom Parkplatz bei Meigh zum Gipfel und zurück zum Parkplatz führt.

## Sehenswürdigkeiten am Wanderweg
- Etwas weiter liegt das 1836 von George Papworth (Erbauer der Heuston Bridge und der Malahide Station, beide in Dublin) in „Zuckerbäcker-Gotik“ errichtete Killevy Castle.
- Nahe der Westflanke liegen der Cairn und Dolmen von Ballykeel
- An der Ostflanke liegen die Megalithanlagen Clonlum north und south.
- Weiter nördlich liegen die Kirchen von Killevy
- Die Steinsäule von Kilnasaggart steht in einer kleinen Einfriedung beim Weiler Jonesborough.
- Bergan an der Quelle „St. Bline’s Well“ vorbei, geht es zu den aus vulkanischem Material mittlerer Größe errichteten Cairns:
- die Cairns – der einfachste Weg, sie zu besuchen, ist die Fahrt durch Slieve Gullion Forest Park (offiziell geöffnet nur im Sommer) Bis zum höchsten Punkt, von wo aus ein beschilderter Weg zum Gipfel führt.

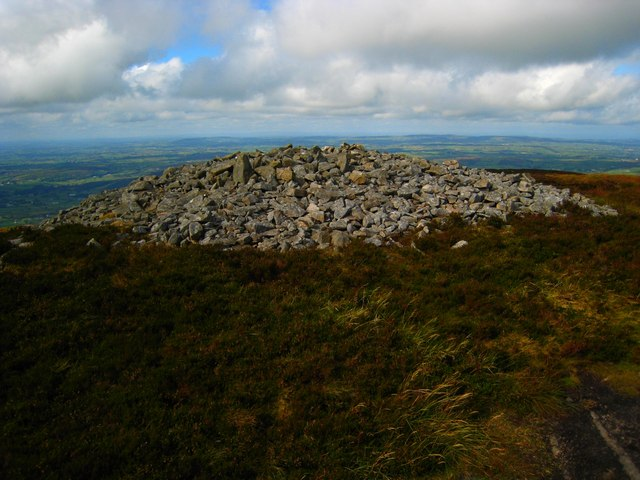
Slieve Gullion, North Cairn

### Nordcairn
Der kleinere, nur drei Meter hohe, randsteinlose Nordcairn hat etwa 18 m Durchmesser. Er liegt auf dem 533 m hohen nördlichen Nebengipfel. Bei der im Jahre 1961 erfolgten Ausgrabung wurden innerhalb des Cairns zwei kleine bronzezeitliche, rechteckige Steinkisten entdeckt. Eine enthielt eine Brandbestattung und die Überreste eines dekorierten Gefäßes, die andere war fundleer. Nahe dem Cairn liegt „Calliagh Berra’s Lough“ (der See der Hexe Beara), ein kleiner Kratersee.

### Südcairn

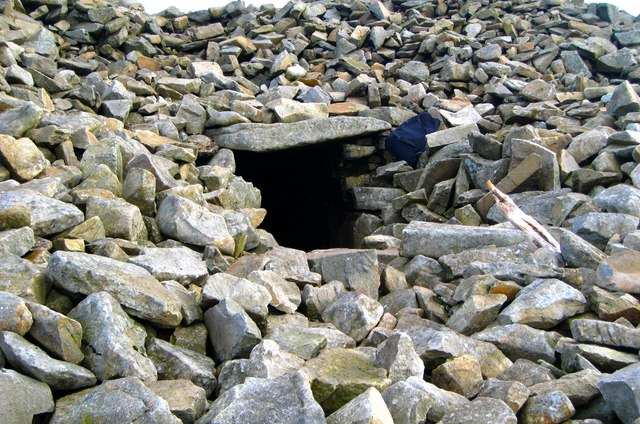
Der Cairn

Der Südcairn (lokal als „Calliagh Berra’s House“ bezeichnet) auf dem Gipfel des Slieve Gullion ist das höchstgelegene erhaltene Passage Tomb der Britischen Inseln. Die Anlage hat 30 m Durchmesser und besteht aus einem massiven Cairn, der eine polygonale, beinahe kreuzförmige Kammer (mit deutlich ausgeprägter Kopfnische) ähnlich jenen Nischen der Anlagen von Loughcrew (ein Dolmen mit Seitenkammern) enthält und ist – für Nordirland untypisch – mit den Resten von Randsteinen gefasst ist. Der 4,5 m lange niedrige Gang aus fünf erhaltenen Tragsteinen ist mit vier horizontalen Decksteinen bedeckt, während die teilweise eingestürzte Kammer ein Kraggewölbe besitzt.
Bei der im Jahre 1961 erfolgten Ausgrabung wurden im Hauptcairn verbrannte Knochen und Flintstücke gefunden. Eine Ausbuchtung auf der Nordseite ist ein später angefügter kleinerer Rundcairn. Der Südcairn ist der Öffentlichkeit in den Sommermonaten zugänglich.